# Manwath
Manwath (o Manwat) è una città dell'India di 29.218 abitanti, situata nel distretto di Parbhani, nello stato federato del Maharashtra. In base al numero di abitanti la città rientra nella classe III (da 20.000 a 49.999 persone).

## Geografia fisica
La città è situata a 19° 18' 0 N e 76° 30' 0 E e ha un'altitudine di 435 m s.l.m..

## Società

### Evoluzione demografica
Al censimento del 2001 la popolazione di Manwath assommava a 29.218 persone, delle quali 14.892 maschi e 14.326 femmine. I bambini di età inferiore o uguale ai sei anni assommavano a 4.271, dei quali 2.188 maschi e 2.083 femmine. Infine, coloro che erano in grado di saper almeno leggere e scrivere erano 18.449, dei quali 10.899 maschi e 7.550 femmine.